# Парасолька Вітні

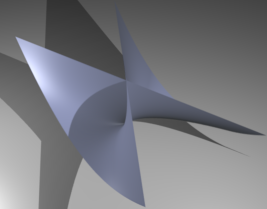
Парасолька Вітні

Парасолька Вітні — нерегулярна поверхня в тривимірному просторі, а також назва типу сингулярності в теорії катастроф. Вона може бути представлена лінійчатою поверхнею і правильним коноїдом.
Названа на честь американського математика Хасслера Вітні.

## Опис і властивості
У декартовій системі координат парасольку Вітні можна задати наступним параметричними рівняннями:
{\displaystyle \left\{{\begin{matrix}x(u,v)=&u\cdot v\\y(u,v)=&v\\z(u,v)=&u^{2}\\\end{matrix}}\right.\ ,\ u,v\in \mathbb {R} }
або неявним рівнянням
{\displaystyle x^{2}-y^{2}\cdot z=0,}
що також включає від'ємні значення на осі {\displaystyle z} (ручку парасольки). Парасолька Вітні — єдиний тип сингулярності гладких відображень {\displaystyle \mathbb {R} ^{2}\to \mathbb {R} ^{3}}, стійкий до малих збурень.

## Галерея

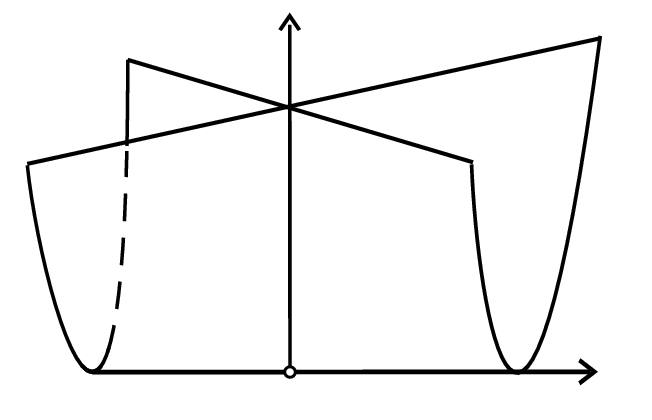
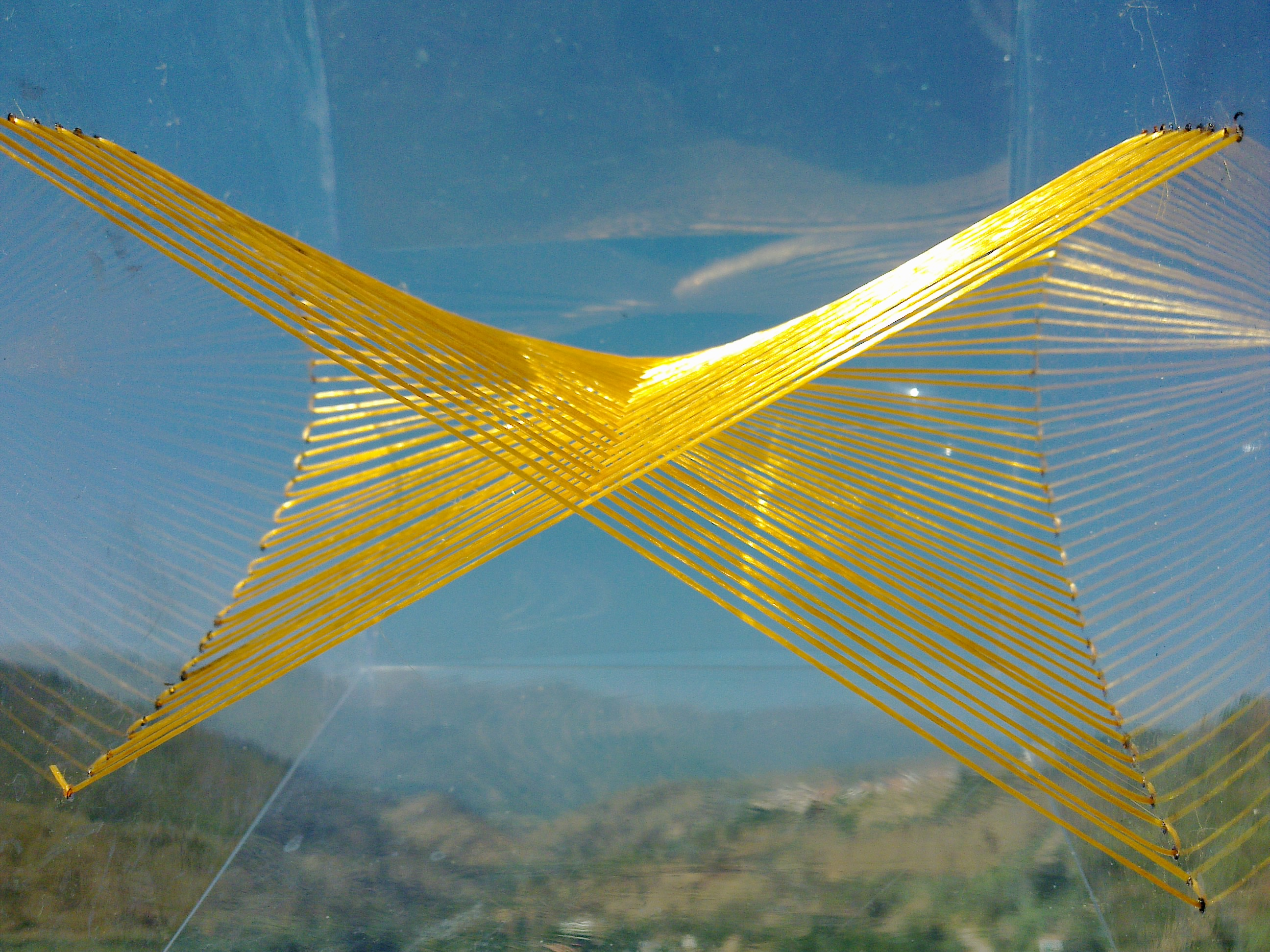